# دونیت
دونیت (به انگلیسی: Dunnite) با فرمول شیمیایی C6H6N4O7 یک ترکیب شیمیایی با شناسه پاب‌کم ۱۲۶۷۹ است؛ که جرم مولی آن ۲۴۶٫۱۳ گرم بر مول می‌باشد.